# Плучик Едуард Ліокумович
Едуард Ліокумович Плучик (нар. 27 листопада 1936, Мінськ — пом. 30 січня 2019, США) — радянський, український кінооператор. Заслужений діяч мистецтв УРСР (1977).

## Життєпис
Народ. 27 листопада 1936 р. у м. Мінську. Закінчив Всесоюзний державний інститут кінематографії (1966, майстерня А. Головні).
З 1959 р. — оператор Київської кіностудії ім. О. П. Довженка.
Був членом Спілки кінематографістів України. 
1992 р. виїхав до США, де помер 30 січня 2019 року.

## Фільмографія
- «Сон» (1964, 2-й оператор),
- «Гадюка» (1965, 2-й оператор),
- «Карантин» (1968),
- «Острів Вовчий» (1969),
- «Хліб і сіль» (1970),
- «Ритм задано світу» (1971, «Київнаукфільм». Приз V Всесоюзного кінофестивалю, Тбілісі, 1972),
- «Довга дорога в короткий день» (1972),
- «Дума про Ковпака» (1973—1976, 3 а),
- «Від Бугу до Вісли» (1980, 2 а),
- «Якщо ворог не здається...» (1982),
- «Ми звинувачуємо» (1985),
- «І в звуках пам'ять відгукнеться…» (1986),
- «Війна на західному напрямку» (1990, т/ф, 6 с, у співавт.),
- «Ну ти й відьма...» (1992, т/ф)